# Алхимово (Смоленская область)
Алхимово — деревня в Новодугинском районе, Смоленской области, России. Входит в состав Капустинского сельского поселения. Население — 4 жителя (2016 год). 
Расположена в северо-восточной части области в 19 км к юго-востоку от Новодугино, в 7 км восточнее автодороги Р134 «Старая Смоленская дорога», Смоленск — Дорогобуж — Вязьма — Зубцов. В 4 км юго-западнее деревни расположена железнодорожная станция О.п. 232-й км на линии Вязьма — Ржев.

## История
В годы Великой Отечественной войны деревня была оккупирована гитлеровскими войсками в октябре 1941 года, освобождена в марте 1943 года.